# Freddy Breck
Freddy Breck (Gerhard Breker; Sonneberg, 21 de enero de 1942 — Rottach-Egern, 17 de diciembre de 2008) fue un cantante schlager, compositor, productor musical y presentador de informativos alemán.

## Biografía
Breck estudió para ser maquinista, luego estudió canto con Heinz Gietz. Cantaba canciones de schlager que se basaban en melodías clásicas conocidas. Su primer éxito fue "Überall auf der Welt", basada en Va, pensiero de la obra de Giuseppe Verdi Nabucco. Lo grabó en inglés como "We Believe in Tomorrow" y lo lanzó como sencillo a finales de 1972, encabezando las listas sudafricanas a principios de 1973. A lo largo de su carrera, obtuvo 5 discos de platino y 35 discos de oro.
En 1978, publicó un disco en idioma inglés. En la década de 1980, trabajó como presentador de noticias para varias emisoras y escribió música para grupos como el Original Naabtal Duo, Kastelruther Spazen y Nina & Mike. Fundó su propio sello discográfico, Sun Day Records, con su esposa Astrid en 1998, y en 1999 lanzaron música como dúo, Astrid y Freddy Breck.
Breck murió de cáncer en diciembre de 2008.

## Discografía
- 1973 Rote Rosen für dich
- 1974 Die Welt ist voll Musik
- 1975 Mit einem bunten Blumenstrauß
- 1977 Die Sterne steh’n gut
- 1977 Mach was Schönes aus diesem Tag
- 1978 Sommerliebe
- 1978 Years of love
- 1981 Melodien zum Verlieben
- 1982 Meine Lieder, meine Träume
- 1985 Deutschlands schönste Volkslieder (und die Sonntagskinder)
- 1991 Für Dich
- 1992 Mein leises Du
- 1995 So wie ich bin
- 1997 Ich liebe Dich
- 2004 Wir zwei
- Weihnachten mit Freddy Breck

## Singles
- 1972 "Überall auf der Welt", basado en el Nabucco Giuseppe Verdi
- 1973 "Bianca", basado en Capriccio Italien de Tchaikovsky
- 1973 "Rote Rosen", basado en Dichter und Bauer de Franz von Suppé
- 1974 "Halli, Hallo"
- 1974 "Die Sonne geht auf"
- 1974 "Mit einem bunten Blumenstrauß"
- 1975 "Der große Zampano"
- 1976 "Das ist die wahre Liebe"
- 1976 "Der weiße Flieder"
- 1977 "Die Sterne steh’n gut"
- 1977 "Im Schatten der alten Kastanie"
- 1977 "Überall, wo die Meisjes sind"
- 1978 "Mach was Schönes aus diesem Tag"
- 1978 "Amigo Perdido"
- 1979 "Mädchen"
- 1981 "Frauen und Wein"
- 1986 "Monica", basado en el waltz Wiener Blut de Johann Strauss junior
- 1991 "Herz Ass ist Trumpf"

### Singles en las listas de éxito
- "Überall auf der Welt"

Alemania: 7
Países Bajos: 7
- "Bianca"

Alemania: 2
Belgium: 1
Países Bajos: 3
Austria: 11
Suiza: 4
- "Rote Rosen"

Alemania: 2
Países Bajos: 1
Austria: 7
Suiza: 9
- "Halli, hallo"

Alemania: 21
Países Bajos: 13
- "So in Love with You"

UK: 44
- "Die Sonne geht auf"

Alemania: 31
Países Bajos: 13
- "Mit einem bunten Blumenstrauß"

Países Bajos: 24
- "Der große Zampano"

Alemania: 16
Países Bajos: 19
- "Das ist die wahre Liebe"

Alemania: 47
- "Die Sterne steh'n gut"

Alemania: 48